# Benjamin Hardin

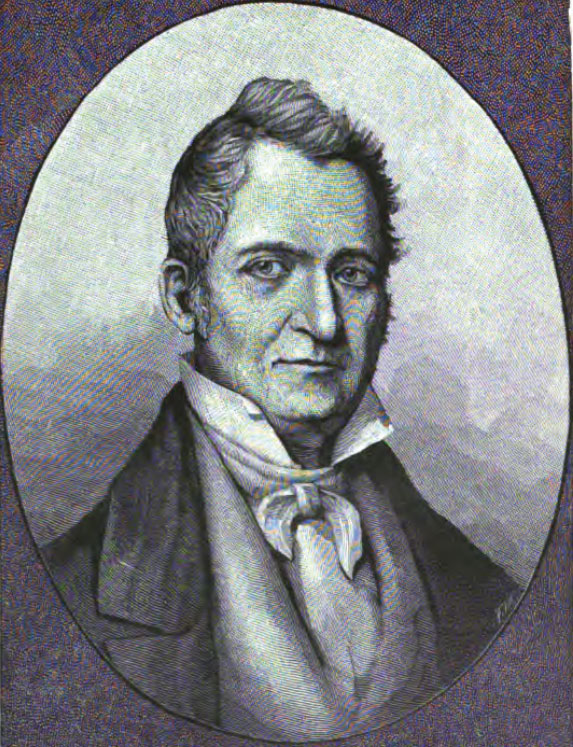
Benjamin Hardin

Benjamin Hardin (* 29. Februar 1784 im Westmoreland County, Pennsylvania; † 24. September 1852 in Bardstown, Kentucky) war ein US-amerikanischer Politiker. Zwischen 1815 und 1837 vertrat er mehrfach den Bundesstaat Kentucky im US-Repräsentantenhaus.

## Werdegang
Benjamin Hardin war ein Cousin von Martin D. Hardin (1780–1823), der zwischen 1815 und 1817 US-Senator für Kentucky war. Er wurde in einer kleinen Siedlung am Monongahela River in Pennsylvania geboren. Im Jahr 1788 zog er mit seinen Eltern in das Washington County im späteren Bundesstaat Kentucky. Dort besuchte er die öffentlichen Schulen. Nach einem anschließenden Jurastudium und seiner 1806 erfolgten Zulassung als Rechtsanwalt begann er in Elizabethtown und Bardstown in diesem Beruf zu arbeiten. Seit 1808 war er in Bardstown ansässig. Politisch wurde er Mitglied der Demokratisch-Republikanischen Partei. In den Jahren 1810 und 1811 sowie nochmals von 1824 bis 1825 war er Abgeordneter im Repräsentantenhaus von Kentucky. Von 1820 bis 1821 amtierte er als Attorney General von Kentucky. Zwischen 1828 und 1832 gehörte er dem Staatssenat an.
Bei den Kongresswahlen des Jahres 1814 wurde er im zehnten Wahlbezirk von Kentucky in das US-Repräsentantenhaus in Washington, D.C. gewählt, wo er am 4. März 1815 die Nachfolge von Thomas Montgomery antrat. Bis zum 3. März 1817 konnte er zunächst nur eine Legislaturperiode im Kongress absolvieren. Nachdem er zwischen 1817 und 1819 von Thomas Speed abgelöst worden war, konnte er bei den Wahlen des Jahres 1818 sein altes Mandat zurückgewinnen. Nach einer Wiederwahl konnte er zwischen dem 4. März 1819 und dem 3. März 1823 zwei weitere Legislaturperioden im US-Repräsentantenhaus verbringen.
In den folgenden Jahren schloss er sich der Bewegung gegen den späteren Präsidenten Andrew Jackson an und wurde Mitglied der National Republican Party, einer Vorgängerin der Whig Party. Bei den Wahlen des Jahres 1832 wurde Hardin im siebten Distrikt von Kentucky erneut in den Kongress gewählt. Dort löste er am 4. März 1833 John Adair ab. Nach einer Wiederwahl konnte er bis zum 3. März 1837 im Repräsentantenhaus verbleiben. Seit dem Amtsantritt von Präsident im Jahr 1829 wurde innerhalb und außerhalb des Kongresses heftig über dessen Politik diskutiert. Dabei ging es um die umstrittene Durchsetzung des Indian Removal Act, den Konflikt mit dem Staat South Carolina, der in der Nullifikationskrise gipfelte, und die Bankenpolitik des Präsidenten.
In den Jahren 1844 bis 1847 war Hardin als Secretary of State geschäftsführender Beamter der Staatsregierung von Kentucky. 1849 war er Mitglied einer Versammlung zur Überarbeitung der Staatsverfassung. Benjamin Hardin starb am 24. September 1852 in Bardstown. Er wurde auf dem Familienfriedhof in Springfield beigesetzt.